# Franciszek Leja
Franciszek Leja né le 27 janvier 1885 à Grodzisko Górne en Autriche-Hongrie et mort le 11 octobre 1979 à Cracovie en Pologne est un mathématicien polonais.

## Biographie
Il est né au sein d'une famille paysanne pauvre du sud-est de la Pologne. Après ses études à l'université de Lwów, il a enseigné les mathématiques et la physique dans de grandes écoles entre 1910 et 1923, entre autres à Cracovie. De 1924 à 1926, il a été professeur à l'École polytechnique de Varsovie et de 1936 à 1960 à l'université Jagellonne de Cracovie. 
Après l'invasion de la Pologne en 1939, la vie est devenue très difficile. Durant la Seconde Guerre mondiale, Leja a enseigné dans les universités cachées (en) à Łańcut et Lezajsk. La stratégie des allemands était d'éliminer toute vie intellectuelle en Pologne. Dans ce but, les nazis ont déporté de nombreux universitaires dans des camps de concentration et ont assassiné les autres. À la suite d'une de ces actions, Franciszek Leja a été envoyé au camp de concentration de Sachsenhausen d'où il est heureusement ressorti vivant.
À partir de 1948, il travaille à l'Institut de Mathématiques de l'Académie polonaise des sciences. Il est le cofondateur de la Société mathématique de Pologne en 1919 et de 1963 à 1965 son président. En 1931, il est devenu membre de la Société des sciences de Varsovie (TNW).
Son travail scientifique porte sur la théorie des groupes et sur les fonctions analytiques, en particulier la méthode des points extrémaux et des diamètres transfinis.